# Sjalva Kikodze

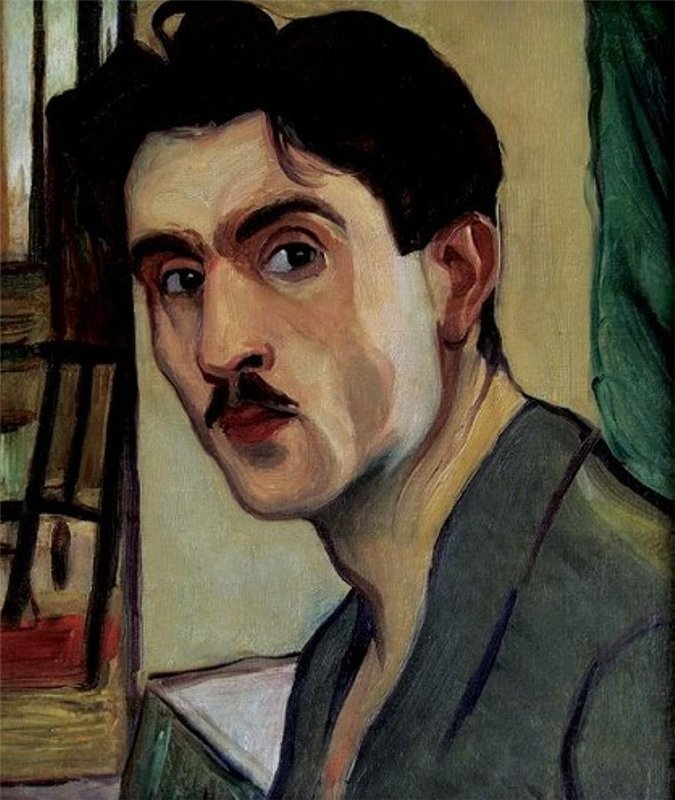
Autorretrato, 1920

Shalva  Kikodze (en georgiano: შალვა ქიქოძე, Bajvi, Ozurgueti, Guria, 27 de mayo de 1894-Friburgo de Brisgovia, 7 de noviembre de 1921) fue un pintor expresionista, artista gráfico y decorador teatral georgiano considerado figura clave en el arte georgiano de principios del siglo XX.
Nacido en el Imperio Ruso, tras completar sus estudios secundarios en Tiflis, se formó en la Escuela de Pintura, Escultura y Arquitectura de Moscú (1914-1918). En 1916, viajó a la aldea georgiana de Nabajtevi donde copió murales del siglo XV para la iglesia local. Trabajó decorando teatro en Tblisi de 1918 a 1920 y se mudó a París en 1920.